# Aurelio Saliceti
Aurelio Saliceti (Ripattoni, 16 maggio 1804 – Torino, 22 gennaio 1862) è stato un politico e patriota italiano.

## Biografia
Nacque da Giuseppe, originario di Mosciano, e da Maria Giuseppina Ippoliti, discendente da una famiglia di notabili locali.
Avvocato e docente di giurisprudenza, fu tra i primi affiliati alla Giovane Italia.
Nel 1848 fu nominato dal governo costituzionale Ministro di grazia e giustizia del Regno delle Due Sicilie, carica dalla quale si dimise dopo pochi giorni, non essendo riuscito a far passare i propri progetti di riforma.

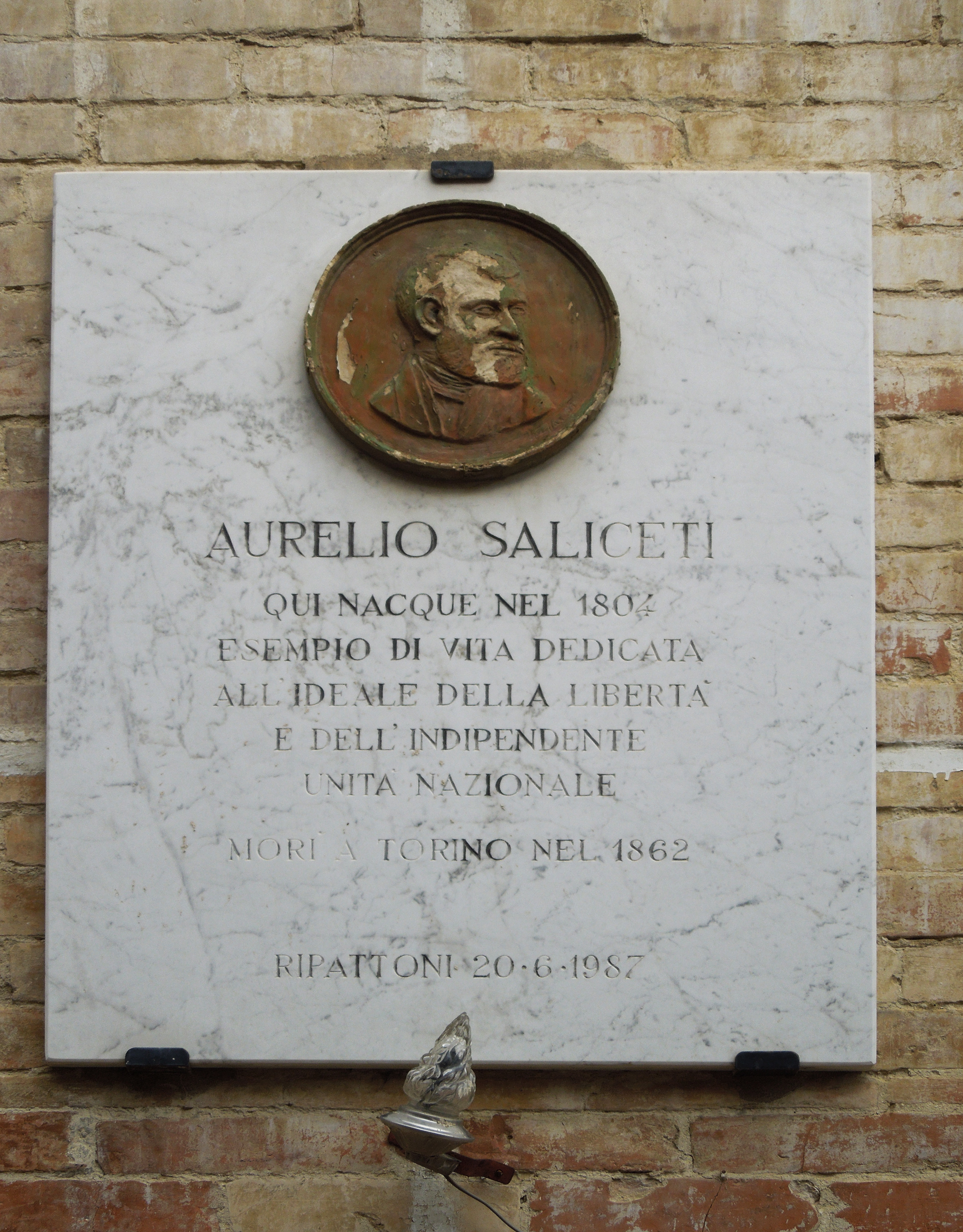
Lapide commemorativa dedicata ad Aurelio Saliceti posta sul fianco di Palazzo Saliceti a Ripattoni

Dopo la reazione borbonica, si recò a Roma per battersi a favore della Repubblica Romana.
Fece parte, con Armellini e Montecchi, del Comitato Esecutivo della Repubblica Romana, contribuendo alla stesura della Costituzione della Repubblica e, negli ultimi giorni dell'assedio francese, fu eletto nel Secondo Triumvirato con Mariani e Calandrelli.
Alla caduta della Repubblica si recò esule a Londra.
In questa città visse poverissimo, ma non rinunciò all'impegno patriottico, aderendo al Comitato Nazionale Italiano di Giuseppe Mazzini.
Si trasferì a Parigi nel 1851, dove si allontanò da Mazzini per aderire al progetto murattiano di estromissione dei Borbone da Napoli per insediarvi un discendente di Gioacchino Murat, fino a divenire precettore presso la famiglia Murat.
Tornò a Napoli nel 1860, aderendo al nuovo Stato unitario sabaudo.
Il 14 aprile del 1861 fu eletto deputato al ballottaggio per il collegio elettorale di Napoli XI, nelle elezioni suppletive svoltesi dato che Silvio Spaventa aveva optato per il collegio di Vasto.
Ricoprì la presidenza della Corte di cassazione e ottenne una cattedra universitaria.